# Polypterus teugelsi
Polypterus teugelsi är en art av familjen fengäddor som finns i Kamerun. 

## Utseende
En avlång fisk med en till största delen cylindrisk kroppsform; den bakre tredjedelen är dock ihoptryckt från sidorna. Munnen har överbett och tjocka läppar. Färgteckningen är slående: Rygg och sidor har ett nätmönster av svarta fläckar på olivgrön botten, medan buken är orange och bröstfenorna svarta. Likt alla fengäddor är ryggfenan uppdelad i flera småfenor, för denna art 6 till 7 stycken. Som mest kan den bli drygt 41 cm lång.

## Vanor
Polypterus teugelsi är en bottenfisk sm lever i varmt (25°C – 27°C), svagt basiskt (pH 7,4 – 7,5) sötvatten, främst skuggiga vattendrag i regnskogar. Likt alla fengäddor andas den atmosfäriskt syre.

## Utbredning
Utbredningsområdet omfattar Oyonoflodens övre system i Kamerun. Litet är ännu känt om arten, och utbredningsområdet kan vara större.

## Status
Inte mycken information existerar om denna nyupptäckta art; IUCN klassificerar den under kunskapsbrist ("DD"). Emellertid tar man upp habitatförlust iform av skogsavverkning som ett potentiellt hot.

## Akvariefisk
Arten behöver ett akvarium på drygt 500 l; en stor bottenyta är främsta kravet. Vattnet bör vara mjukt och neutralt till svagt basiskt (pH 7,5). Bottnen bör vara mjuk med gömställen i form av drivved och släta klippstycken. Vegetation, i synnerhet i form av flytande växter, är inte nödvändig men uppskattas av invånarna. Arten rymmer gärna, så ett tätt lock är viktigt.